# Орогенеза
Орогенеза е процес на структурна деформация на земната литосфера (кора и горна мантия), поради взаимодействия между тектонски плочи. Ороген се развива, когато континентална плоча се смачка и се избута нагоре, за да образува една или повече планински вериги. Това включва много геологически процеси, колективно наричани орогенеза.
Орогенезата е основния механизъм, чрез който се образуват планините на континентите. Терминът произлиза от древногръцките ὄρος (планина) и γένεσις (създаване).

## Историческа справка
Геоложкият термин орогенеза е въведен от американския геолог Гроув Карл Джилбърт (1843 – 1918) през 1890 г. за обозначаване на съвкупността от интензивни нагъвателни и разкъсващи дислокации и планинообразуване. Той отделил орогенните движения на земната кора, които се противопоставяли на епейрогенните движения, т.е. бавните потъвания и издигания. По-късно представите за орогенезата били разработени от френския геолог Гюстав Емил Ог (1861 – 1927), който предложил орогенните процеси да се разглеждат само в пределите на геосинклиналните области, а след това, през 1919 г. немският геолог Ханс Вилхелм Щиле (1876 – 1966) развива теорията, че орогенезата не е планинообразуващ, а нагъвателен процес. В периода на възникването на термина се е предполагало, че смачкването на скалните прластове в гънки непосредствено довежда до образуването на планини. Впоследствие, когато станало известно, че планините не се образуват от нагъвателните движения на земната кора и планинообразуването нерядко протича независимо от нагъването.

## Физиография
Образуването на ороген се осъществява частично от тектонските процеси на субдукция (при която континент се приплъзва над океанска плоча (неколизионен ороген) или конвергенция (приближаване) на два или повече континента (колизионен ороген).
Орогенията обикновено произвежда дълги дъгообразни структури, познати като орогенни пояси. Типично те са съставени от дълги успоредни ивици скала, проявяващи подобни характеристики по дължина на пояса. Орогенните пояси се асоциират със зони на субдукция, които консумират кора, образуват вулкани и островни дъги. Геолозите приписват дъгообразната структура на твърдостта на подпъхващата се плоча, а островните дъги са свързани с разкъсвания в подпъхващата се литосфера. Тези островни дъги могат да бъдат добавени към континент по време на орогенно събитие.
Процесът на орогенеза може да отнеме десетки милиони години и да строи планини от равнини или от океанско дъно. Топографската височина на орогенните планини е свързана с принципа на изостазия, т.е. баланса между силата на гравитацията надолу и силата на плавателността нагоре.
Често, скалните образувания, които са подложени на орогенеза, са силно деформирани и претърпяват метаморфизъм. Орогенните процеси могат да избутват дълбоко заровени скали към повърхността. Материал от океанско дъно може да покрива част от или цялата орогенна зона. Ако орогенезата е причинена от сблъскващи се континенти, тогава е възможно образуването на много високи планини (виж Хималаи).
Едно орогенно събитие може да бъде изследвано като: (a) тектонско структурно събитие, (b) географическо събитие или (c) хронологическо събитие.
Орогенните събития:
- причиняват ясни структурни феномени, свързвани с тектонската активност
- засягат скали и кора в определени региони
- се случват през определен период

### Орогенен цикъл
Въпреки че орогенезата включва тектоника на плочите, тектонските сили на свой ред водят до набор от свързани феномени, сред които магматизъм, метаморфизъм, разтапяне на кората и удебеляване на кората. Какво точно се случва в определен ороген зависи от силата и реологията на континенталната литосфера и как тези свойства се изменят по време на орогенезата.
Веднъж образуван, орогенът е предмет на други процеси, като седиментация и ерозия. Последователността на повтарящите се цикли седиментация, акумулация и ерозия, последвана от затрупване и метаморфизъм, а след това от образуването на гранитни батолити и тектонско повдигане, за да се образуват планински вериги, се нарича орогенен цикъл.
По-общо казано, орогенезата е дълъг деформационен епизод, през който много геологически феномени играят роля. Орогенезата е само част от орогенния цикъл на даден ороген.